# ジャン・ド・ヴァロワ (トゥーレーヌ公)
ジャン・ド・ヴァロワ（フランス語: Jean de Valois）またはジャン・ド・フランス（フランス語: Jean de France, 1398年8月31日 - 1417年4月5日）は、フランス王シャルル6世と王妃イザボー・ド・バヴィエールの息子。四男であり、かつ4人目の王太子（ドーファン）となった。はじめトゥーレーヌ公、後にベリー公などに叙された。
姉にイングランド王リチャード2世およびオルレアン公シャルルの妃イザベル、ブルターニュ公ジャン5世妃ジャンヌ、ブルゴーニュ公フィリップ3世妃ミシェル、妹にイングランド王ヘンリー5世妃カトリーヌ、兄にギュイエンヌ公ルイ、弟にフランス王シャルル7世がいる。

## 生涯
ブルゴーニュ公ジャン1世（無怖公）の姪でネーデルラントの諸伯領の相続人となるジャクリーヌ・ド・エノーと1406年に婚約し、義父であり下バイエルン＝シュトラウビンク公およびエノー伯、ホラント伯、ゼーラント伯ヴィルヘルム2世の元、ル・ケスノワ（現フランス領フランドル、ノール県の町）で育った。これはジャンを当時混乱していたフランス宮廷から遠ざけるとともに、ヴィルヘルム2世が死去するとジャンがジャクリーヌの夫として統治するであろう領地をあらかじめ教えようとするためであった。
1415年にジャンはジャクリーヌと正式に結婚したが、同年に兄である王太子ルイが早世したため、ジャンは新たに王太子となった。それから1年数ヶ月後に自身も18歳で死去し、コンピエーニュに埋葬されたが、死因は確かではなく、頭の膿瘍とも、毒殺とも言われる。弟シャルルが5人目の王太子となり、後にシャルル7世として即位した。